# Роми в Північній Македонії

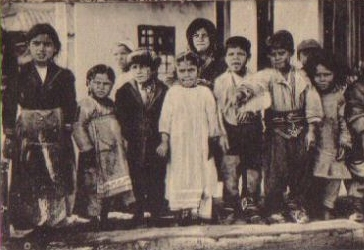
Македонські роми, близько 1900 р.

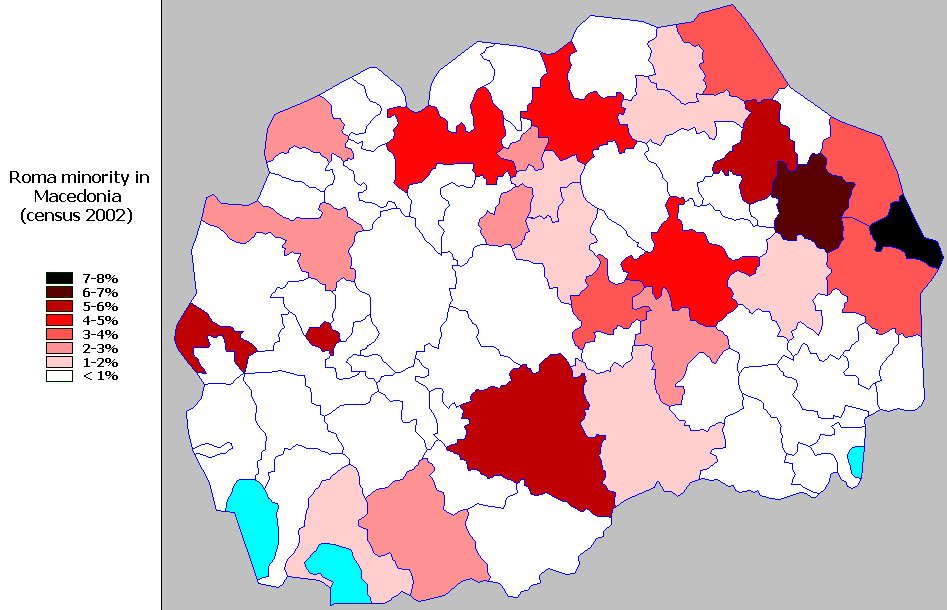
Розселення македонських циган за переписом 2002 р.

Роми в Північній Македонії або македонські роми (мак. Македонски Роми) — загальна назва кількох етнографічних груп циганського походження, що населяли територію сучасної Північної Македонії. Згідно з переписом населення 2002 року, в Македонії живуть 54 тисячі циган або 2,7 % від загальної чисельності населення. Муніципалітет Шуто-Оризари є єдиним у світі муніципалітетом, де роми становлять більшість населення і при цьому мають особливі права (зокрема, на офіційному рівні крім македонської використовується циганська) і обирають свого градоначальника. У Конституції Північної Македонії 2001 року за циганами був офіційно закріплений статус національної меншини. За даними перепису, понад 95 % циган проживають у містах.
Є теорія, що перші роми з'явилися на території Македонії за часів завоювань Олександра Македонського. Вони працювали ковалями під час завоювання його арміями Єгипту. Цю теорію підтверджує те, що частина циган називає себе єгиптянами, і вважаються окремою етнічною групою циган, що походять з Пенджабу. Велика хвиля міграції ромів на територію сучасної Північної Македонії припала на XIV століття і була пов'язана з турецьким завоюванням. Вони були рабами у турецьких воєначальників і чорновими робітниками на турецьких кораблях големці.
Більшість македонських циган сповідують іслам суннітського толку. При цьому, невелика частина циган, що проживають в основному в Східній і Південно-Східній Македонії, є християнами.

## Відомі представники
- Есма Реджепова, співачка; представниця Македонії на конкурсі пісні «Євробачення-2013»

## См. також
- Роми
- Шуто-Оризари
- Населення Північної Македонії